# Roybon
Roybon – miejscowość i gmina we Francji, w regionie Owernia-Rodan-Alpy, w departamencie Isère.
Według danych na rok 1990 gminę zamieszkiwało 1269 osób, a gęstość zaludnienia wynosiła 19 osób/km² (wśród 2880 gmin regionu Rodan-Alpy Roybon plasuje się na 656. miejscu pod względem liczby ludności, natomiast pod względem powierzchni na miejscu 37.).